# 이아희
이아희(1982년 ~ )는 대한민국의 예술가이다.

## 생애
이아희는 1982년 대한민국 서울특별시에서 태어났다. 2006년 가천대학교 환경조각과 졸업, 2011년 독일 브라운슈바이크(en:Braunschweig University of Art) 미술대학 졸업. 2007년 이후부터 독일에서 거주 및 작업을 하였으며, 2016년 존타(독일어: Zonta) 미술상 수상하였다.

## 작품
- "꿈 기록" 시리즈

2014년 이후부터 시작한 꿈 기록은 실험적 기억의 확장으로 무의식에서 나타나는 형상을 의식적으로 매일 기록하는 작품.
- "기억 기록" / "라이프 프로젝트" 시리즈

2008년 이후 의식적으로 자리 잡고 있던 작가 자신의 기억을 사진 매체를 이용하여 인체로 만들고 기록하는 프로젝트.

## 전시

### 개인전
- 2019 - 꿈 기록 1826, 쿤스트페어라인 란츠후트(Kunstverein Landshut), 란츠후트(독일어: Landshut), 독일[4]
- 2018 - 꿈 기록 1706, 쿨투어하우스 밀버르츠호펜(Kulturhaus Milbertshofen), 뮌헨(독일어: München), 독일[5]
- 2018 - 꿈 기록 1583, 쾬라드 보스만 미술관(Koenraad Bosman Museum), 레스(독일어: Rees), 독일[6]
- 2018 - 꿈 기록 1461, 설미재 미술관, 경기도, 대한민국
- 2018 - 꿈 기록 1433, 갤러리 이안, 대전광역시, 대한민국
- 2017 - 꿈 기록 1096, 에머슨 갤러리(독일어: EMERSON Gallery), 베를린(독일어: Berlin), 독일
- 2017 - 꿈 기록 976, 마우어 갤러리(독일어: Gallery Maurer), 프랑크푸르트암마인(독일어: Frankfurt am Main), 독일
- 2016 - 꿈 기록 944, 슈바바흐 시립 갤러리(독일어: Städtische Galerie Schwabach), 슈바바흐(독일어: Schwabach), 독일
- 2016 - 기억, 루트비히스하펜 대학교 동아시아 연구소(독일어: Ostasieninstitut(en:East Asia Institute (Ludwigshafen)) der Hochschule Ludwigshafen am Rhein) , 루트비히스하펜(독일어: Ludwigshafen), 독일
- 2016 - 꿈 기록 822, 기억 기록 70 - 자아 연구, 쿤스트페어라인 루트비히스하펜(독일어: Kunstverein Ludwigshafen), 루트비히스하펜(독일어: Ludwigshafen), 독일[7][8]
- 2012 - 공존, 에머슨 갤러리(독일어: EMERSON Gallery), 베를린(독일어: Berlin), 독일

### 단체전
- 2018: 메일미술 여성 선거권(독일어: MailART Frauenwahlrecht), 게독 쿤스트포룸 함부르크(독일어: GEDOK Kunstforum Hamburg), 함부르크(독일어: Hamburg), 독일
- 2018: 제 68회 바이로이트 미술전시(독일어: 68. Bayreuther Kunstausstellung), 쿤스트페어라인 바이로이트(독일어: Kunstverein Bayreuth), (바이로이트(독일어: Bayreuth), 독일
- 2018: 국제 미술 전시 - 2018 노르트아트(독일어: Nordart 2018), 쿤스트베르크 칼스휘테(독일어: Kunstwerk Carlshütte), 뷔델스도르프(독일어: Büdelsdorf), 독일
- 2018: 50주년 쿤스트페어라인 겔젠키르헨 - 미술 & 열정(독일어: 50 Jahre Kunstverein Gelsenkirchen - Kunst & Leidenschaft), 겔젠키르헨 미술관(독일어: Kunstmuseum Gelsenkirchen), 겔젠키르헨(독일어: Gelsenkirchen), 독일
- 2017: 프로젝트 온 3(독일어: Project On #3), 담담 갤러리 한국문화원(독일어: Koreanisches Kulturzentrum), 베를린(독일어: Berlin), 독일
- 2017: 원 온 원 나흐슈필(독일어: One on One - Nachspiel), 담담 갤러리 한국문화원(독일어: Koreanisches Kulturzentrum), 베를린(독일어: Berlin), 독일
- 2017: 번역: 콘텍스트(독일어: Translations: in Context), 라움 퓌어 쿤스트 임 콘텍스트(독일어: Raum für Kunst im Kontext), 베를린(독일어: Berlin), 독일
- 2017: 항상.반복- 시간적 경과 기록으로서의 예술작품(독일어: Immer.Wieder - Kunstwerke als Dokumente zeitlicher Prozesse), 쿤스트페어라인 포르츠하임(독일어: Kunstverein Pforzheim), 포르츠하임(독일어: Pforzheim), 독일[9]
- 2016: 타임라인(독일어: Timelines), 쿤스트페어라인 루트비히스하펜 그리고 포르트25(독일어: PORT25), 루트비히스하펜(독일어: Ludwigshafen) und 만하임(독일어: Mannheim), 독일

## 수상
- 2016 존타(독일어: Zonta) 미술상